# Opius columbicus
Opius columbicus är en stekelart som beskrevs av Fischer 1963. Opius columbicus ingår i släktet Opius och familjen bracksteklar. Inga underarter finns listade i Catalogue of Life.